# Gran Pirámide de Guiza
La Gran Pirámide de Guiza (también conocida como pirámide de Keops o de Jufu) es, además de la mayor de las pirámides de Egipto, la más antigua de las siete maravillas del mundo antiguo y la única que todavía perdura. Fue ordenada a construir por el faraón Keops de la cuarta dinastía del Antiguo Egipto. Acerca del arquitecto de dicha obra, algunos estudiosos nombran a Hemiunu, pero no está comprobado.
La fecha estimada de terminación de la construcción de la Gran Pirámide es alrededor de 2,600 a. C., siendo la primera y mayor de las tres grandes pirámides de la necrópolis de Guiza, situada en las afueras de El Cairo. Fue el edificio más alto de la Tierra durante 3800 años, hasta que en el siglo XIV fue superado por el chapitel de la catedral de Lincoln, en Inglaterra, y el edificio de piedra más alto del mundo hasta bien entrado el siglo XIX, siendo entonces superado por la aguja de la iglesia de San Nicolás, en Hamburgo.

## La pirámide

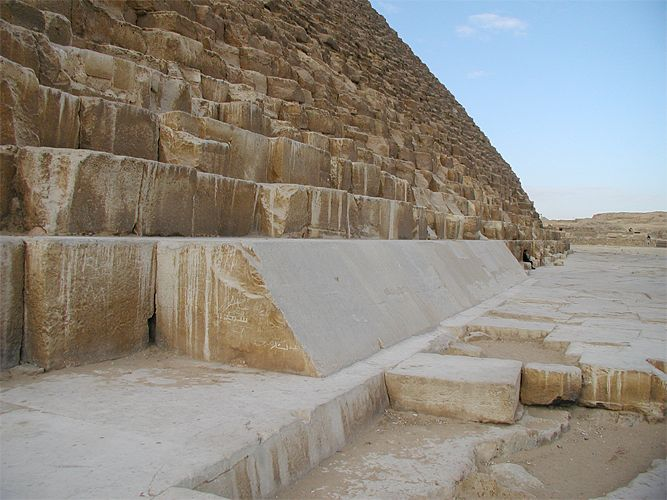
En primer plano recubrimiento de caliza de Tura

La necrópolis piramidal de Khufu fue erigida en la sección noreste de la meseta de Guiza. Es posible que la falta de espacio para la gran construcción planeada, la falta de canteras locales de piedra caliza y el terreno suelto de Dahshur obligara a Khufu a trasladarse hacia el norte, lejos de la necrópolis de su predecesor Seneferu. Khufu eligió el extremo superior de una meseta natural para que su futura pirámide fuera ampliamente visible. Decidió llamar a su complejo funerario Akhet Khufu (El Horizonte de Khufu). Se estima que fue construida con unos 2,3 millones de bloques de piedra, cuyo peso medio es de dos toneladas y media por bloque, aunque hay algunos de ellos que llegan a pesar hasta sesenta toneladas. Originalmente estaba recubierta por unos 27 000 bloques de piedra caliza blanca, pulidos, de varias toneladas cada uno. Mantuvo este aspecto hasta principios del siglo XIV, cuando un terremoto desprendió parte del revestimiento calizo. Posteriormente, los turcos otomanos utilizaron dicho revestimiento para la construcción de diversas edificaciones en El Cairo.
Tiene una altura de 146.5 metros (481 pies) desde el nivel del suelo hasta el punto más alto. El nivel de enterramiento de la Gran Pirámide de Guiza es de aproximadamente 10 metros (33 pies). Esto significa que la parte enterrada se extiende aproximadamente 10 metros por debajo del nivel del suelo.

### Arquitecto
Hemiunu, el arquitecto de la pirámide de Keops, era hijo del arquitecto Nefermaat, el arquitecto de la pirámide del rey Seneferu, padre de Keops. Los arqueólogos han encontrado menciones de Hemiunu con títulos aproximadamente traducidos como Maestro de obras y Visir. Su tumba se encuentra cerca de la pirámide de Keops, y contiene relieves con su imagen. Algunas piedras de su mastaba están marcadas con fechas que se refieren al reinado de Keops. La estatua de Hemiunu está en la actualidad en el museo de Hildesheim en Alemania.

### Datación
Los egiptólogos, arqueólogos especialistas del Antiguo Egipto e historiadores (desde Heródoto), coinciden en afirmar que fue construida durante el reinado de Jufu (en griego, Keops), en la primera mitad del siglo XXVI a. C. Se piensa que su construcción fue dirigida por su chaty, el arquitecto Hemiunu. En 2013 se descubrieron un puerto y un depósito de naves; este último contenía numerosos papiros contemporáneos a la construcción de la pirámide. El papiro llamado diario de Merer, registra los embarques de bloques de piedra caliza, desde Tura hasta Guiza, con un total de 200 bloques por mes.

### El interior de la pirámide

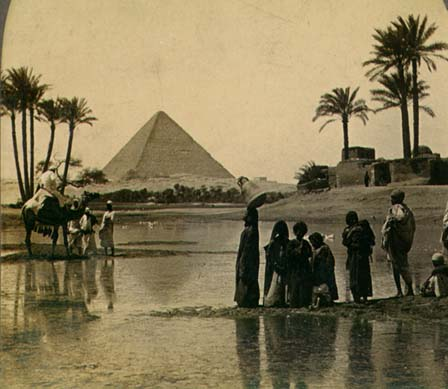
Tarjeta postal del con la pirámide de Guiza al fondo

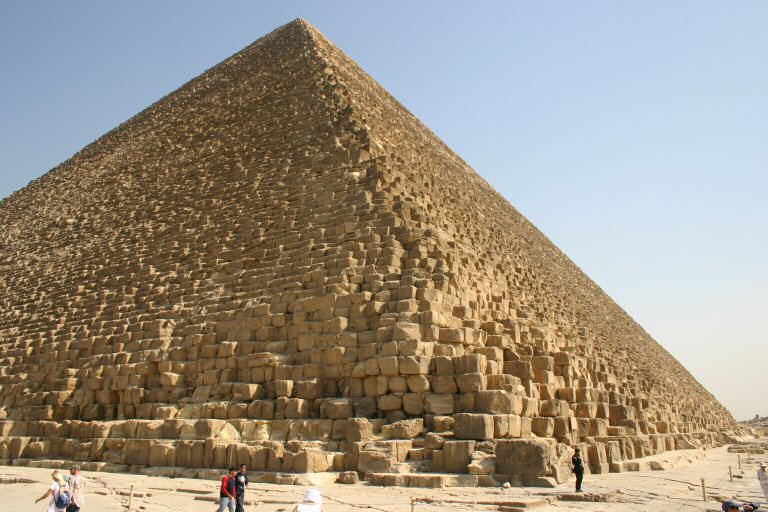
Gran pirámide de Guiza

La pirámide se compone de tres cámaras principales, dos situadas en el interior de la pirámide, actualmente denominadas cámara del rey y cámara de la reina, y una en el subsuelo, la cámara subterránea.
A las cámaras se accedía desde el lado norte, por un pasaje descendente, obstruido al final por grandes bloques de granito, que comunicaba con dos pasadizos, uno ascendente, que desemboca en la Gran Galería, y otro descendente, que llega hasta la cámara subterránea.

### La Gran Galería
La Gran Galería es un gran pasaje de unos 47 metros de longitud y 8 metros de altura. Las paredes de la Gran Galería son verticales desde el suelo hasta una altura de dos metros y, desde ahí hacia arriba, mediante aproximación de las hiladas con las piedras escalonadas, conformando una falsa bóveda.

### La cámara del rey
La llamada cámara del rey está conformada por losas de granito y es de planta rectangular, paredes y techo lisos, sin decoración, y únicamente contiene en la actualidad un sarcófago vacío de granito, sin inscripciones, depositado allí durante la construcción de la pirámide, puesto que es más ancho que los pasadizos; sobre el techo se encuentran las llamadas cámaras de descarga, y la más alta dispone su techo con grandes bloques inclinados, a dos aguas, para desviar la gran presión que ejercen los bloques superiores de la pirámide, evitando que todo el peso descargue sobre el techo de la cámara real. Se accede a ella por un pasaje horizontal llamado antecámara que parte del extremo superior de la Gran Galería.

### La cámara de la reina
La denominada cámara de la reina por los árabes, aunque según Mark Lehner y la gran mayoría de los egiptólogos, no se destinó a la esposa del rey sino a una estatua Ka del mismo (Serdab, habitáculo destinado a contener la representación espiritual del difunto: estatua Ka), está situada casi en el eje de la pirámide. Tiene acceso mediante un pasaje horizontal, que comunica con la zona inferior de la Gran Galería, inicialmente oculto por las losas del pavimento. Es de planta rectangular, paredes lisas, sin decoración, con un nicho, y techo inclinado, a dos aguas.

### La cámara subterránea
La cámara subterránea, excavada en el subsuelo, es de planta rectangular, con suelo irregular, paredes y techo planos; contiene dos habitáculos, a modo de sarcófagos, un pozo y una pequeña galería. Se accede a ella por un pasaje descendente, prolongación del primer pasaje de la pirámide. También está comunicada con la Gran Galería mediante un angosto túnel, casi vertical, perforado en los bloques.

### Los canales de ventilación
De cada cámara real parten dos angostos conductos inclinados, en las paredes norte y sur, llamados «canales de ventilación», pues ese es su uso desde 1992, ventilar mediante ventiladores eléctricos para reducir la humedad en el interior de la pirámide; se desconoce su función original pues los de la cámara de la reina no comunicaban con el interior en su último tramo, ya que estaban tapados por las grandes losas graníticas del revestimiento de los muros. Los de la cámara del rey fueron descubiertos por R. Howard Vyse, y los de la cámara de la reina por W. Dixon.

Sección Sur-Norte.
1. Acceso original, en la cara norte, actualmente obstruido
2. Acceso actual, ordenado abrir por el califa Al-Mamun en 823, debido a los rumores populares de tesoros ocultos en su interior, perforado a 16 m
del suelo con palancas
3. Bloques de granito, que sellaban el acceso al pasaje superior
4. Pasaje que comunica con la cámara subterránea
5. Cámara subterránea
6. Pasaje de acceso a la Gran Galería
7. Cámara de la reina
8. Pasaje que comunica con la cámara de la reina
9. Gran Galería
10. Cámara del rey y cámaras de descarga
11. Antecámara
12. Pasaje perforado que comunica con la Gran Galería y la cámara subterránea
7-10 Canales de ventilación de las cámaras del rey y de la reina

### Cámaras y pasajes interiores
1. Acceso original, en la cara norte, actualmente obstruido
2. Acceso actual, ordenado abrir por Al-Mamún
3. Bloques de granito, que sellaban el acceso al pasaje superior
4. Pasaje que comunica con la cámara subterránea
5. Cámara subterránea
6. Pasaje de acceso a la Gran Galería
7. Cámara de la reina
8. Pasaje que comunica con la cámara de la reina
9. Gran galería
10. Cámara del rey y cámaras de descarga
11. Antecámara
12. Pasaje perforado que comunica con la Gran Galería y la cámara subterránea

7-10 Canales de ventilación

### Imágenes del interior

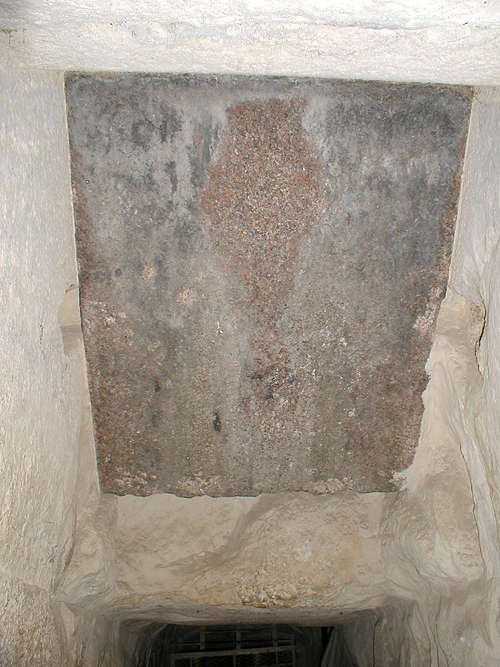
Bloque de granito, sellando el acceso a la cámara de la reina
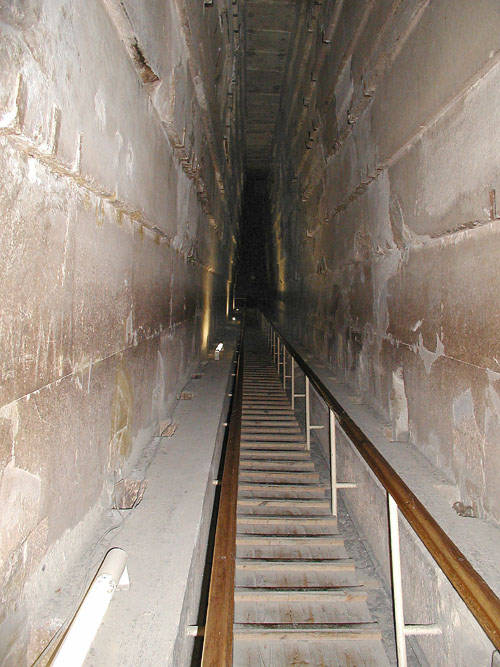
Gran Galería
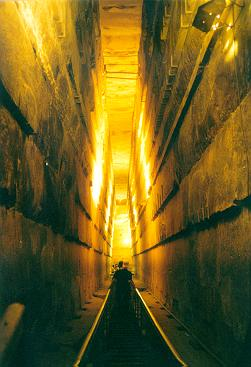
Gran Galería
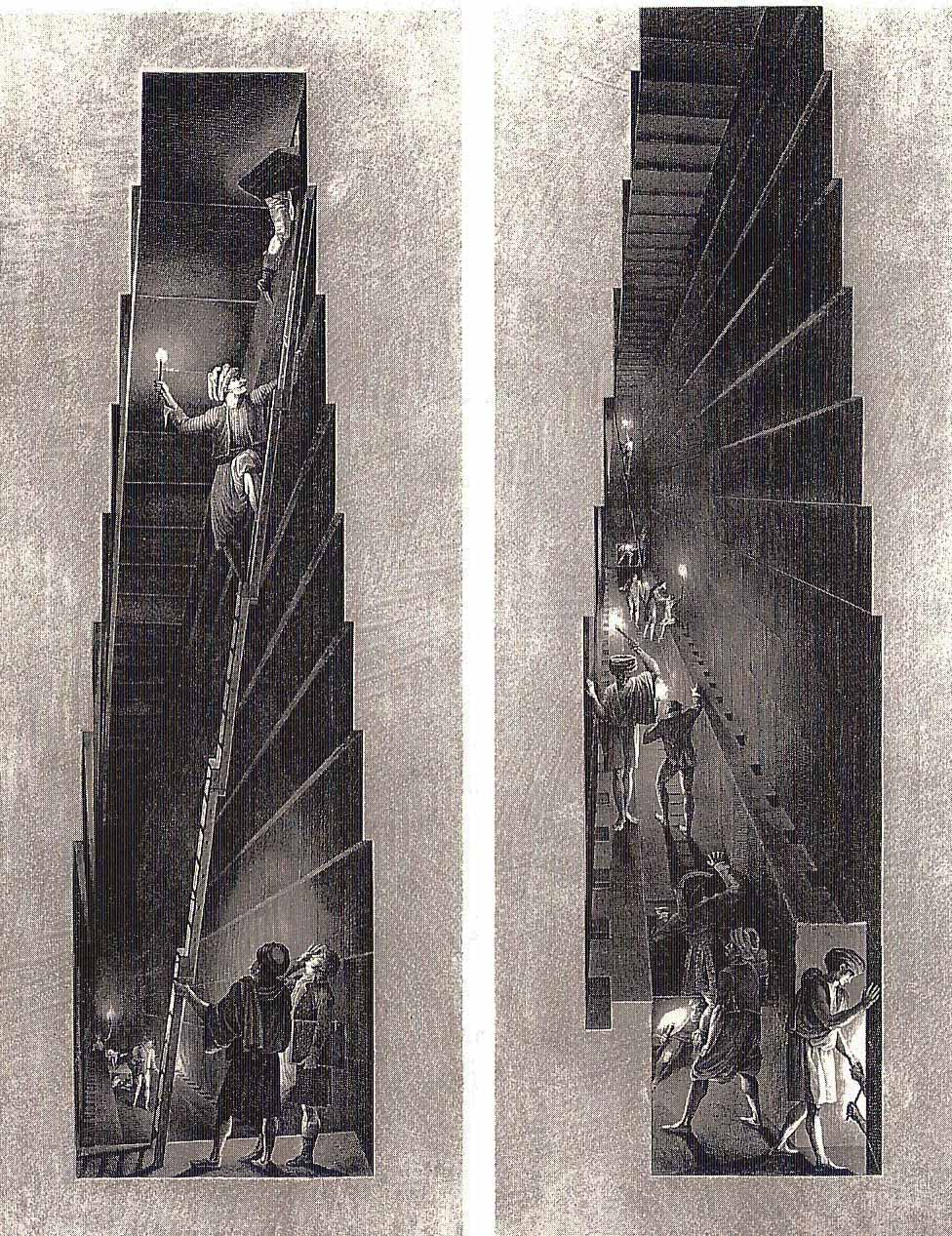
La magnífica e intrigante Gran Galería, hacia 1799, según ilustración en Description de l'Égypte
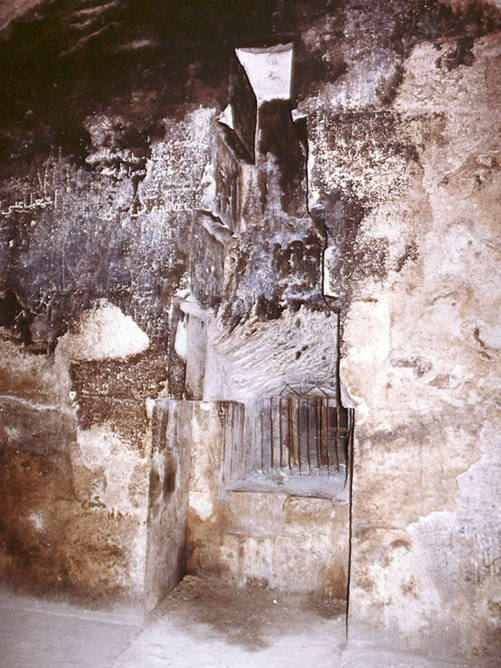
Nicho en la Cámara de la reina
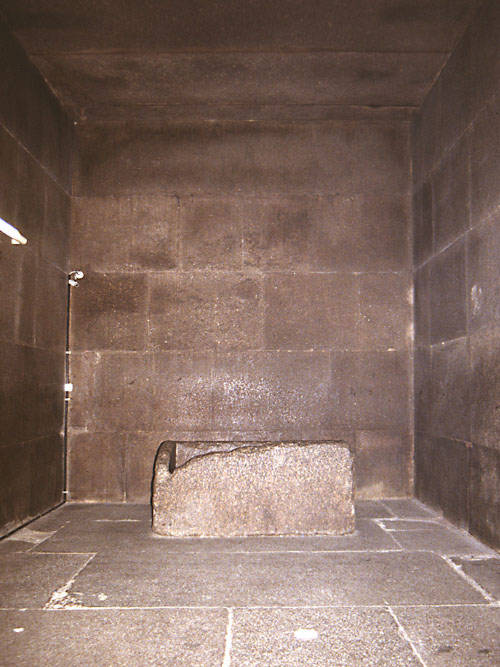
Cámara del Rey
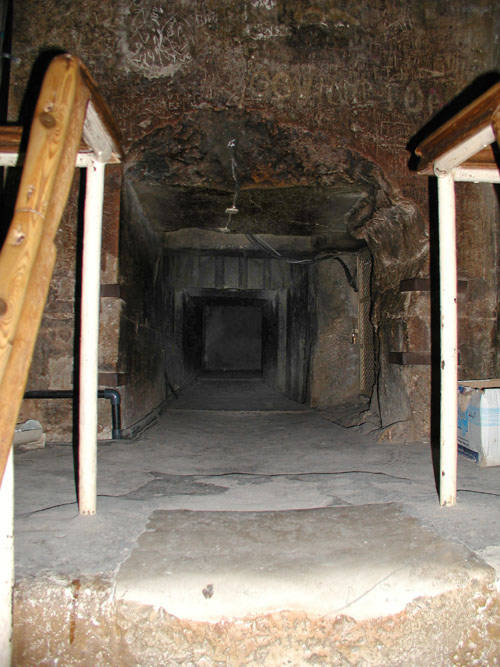
Acceso a la Antecámara
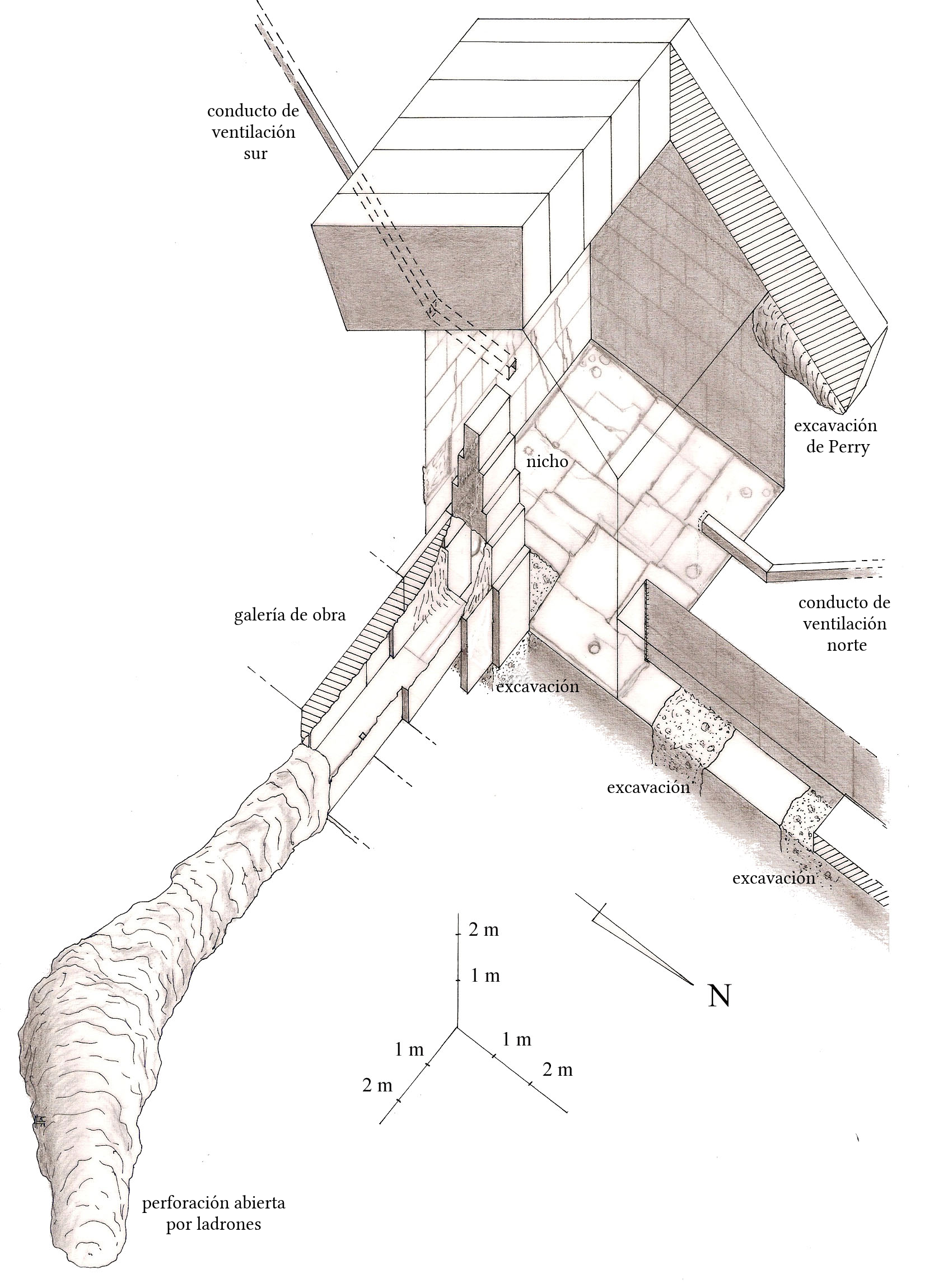
Cámara de la reina
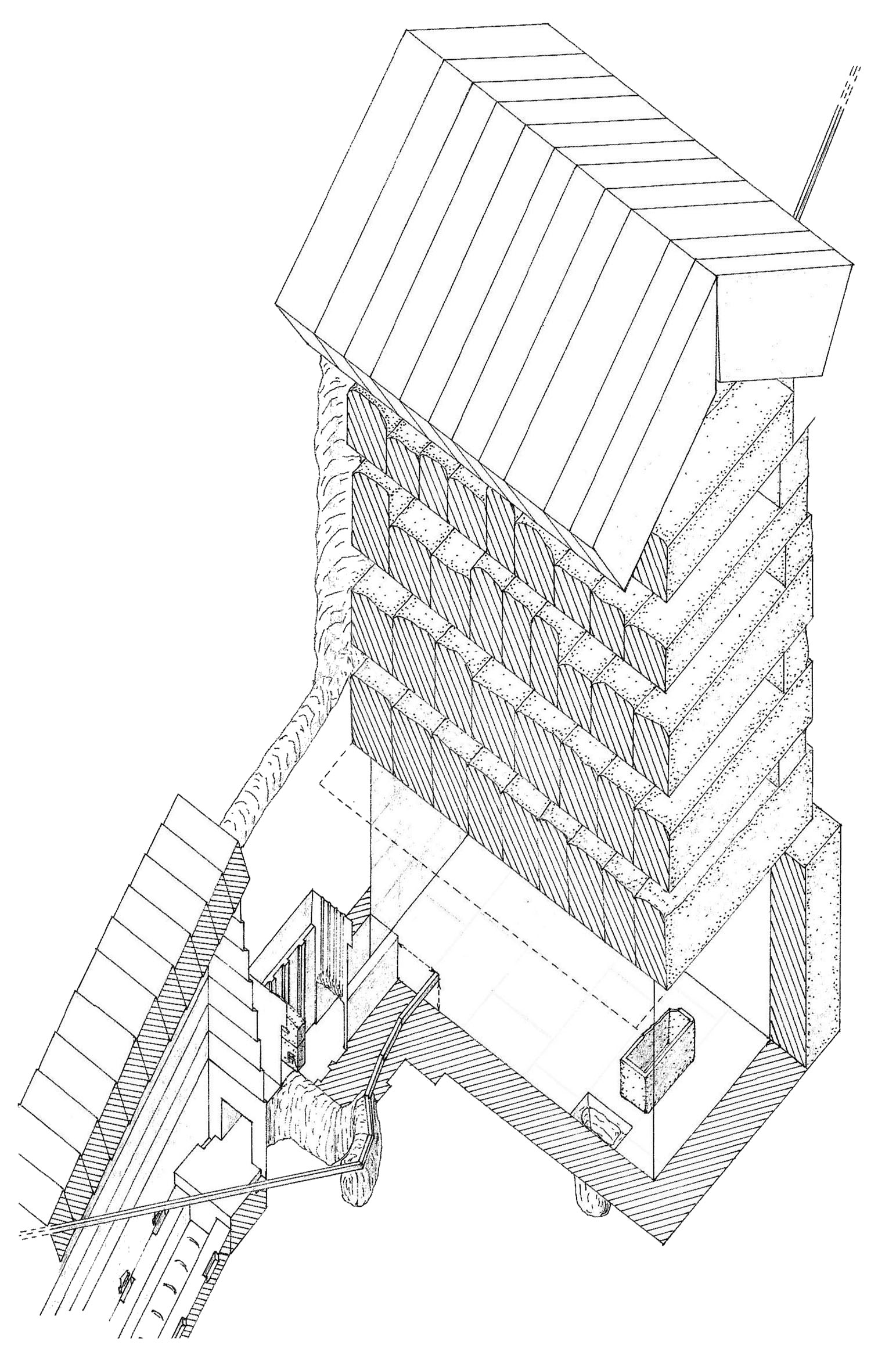
Cámara del rey y Cámaras de descarga

### Las ocho caras de la Gran Pirámide

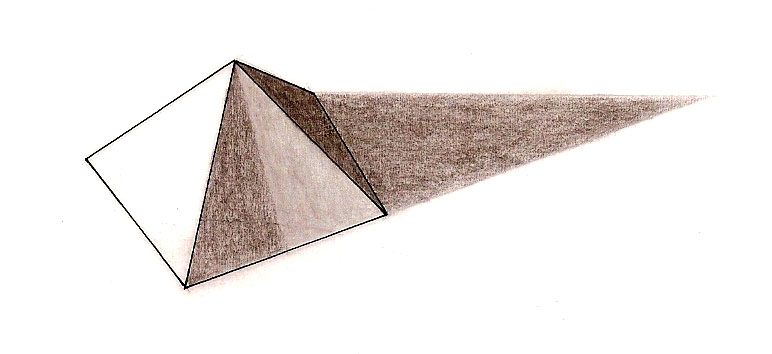
Las ocho caras laterales de la Gran Pirámide

Flinders Petrie ya observó, entre otros aspectos morfológicos, que la sección horizontal de la Gran Pirámide tiene forma octogonal, de estrella de cuatro puntas, pues cada una de las caras está compuesta por dos planos, con ligera pendiente hacia el centro, difícilmente apreciable a simple vista por la ausencia casi total del revestimiento, pues solamente se han conservado algunos bloques de piedra caliza, procedentes de las canteras de Tura, en la primera hilada de la cara septentrional. Esta característica y su orientación hacia el Norte geográfico genera en las caras norte y sur un fenómeno de proyección de sombras durante los equinoccios: hacia el amanecer, durante unos minutos, la mitad oeste de las caras norte y sur es iluminada por los rayos del Sol, mientras la mitad este permanece en sombras; hacia el ocaso ocurre al contrario, quedando iluminada la mitad este de las caras norte y sur, mientras la mitad oeste queda en sombras. Es el denominado efecto relámpago.

## Las tres pirámides de las reinas

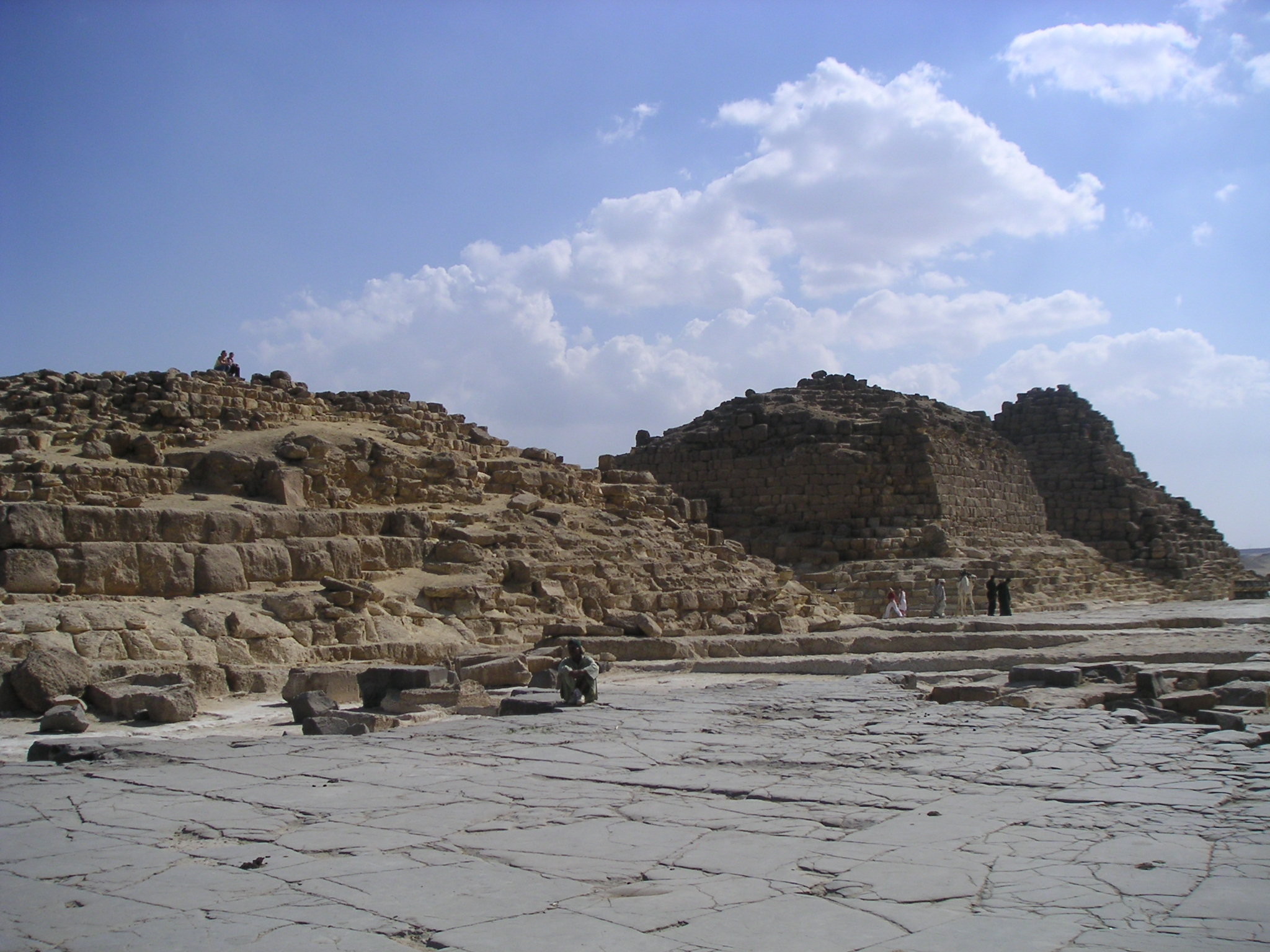
Restos de las tres pirámides de las reinas

Las tres pirámides llamadas de las reinas se encuentran próximas a la cara este de la Gran Pirámide. Se denominan actualmente GI-a, GI-b y GI-c. Se data su construcción a mediados del siglo XXVI a. C. La situada más al norte (GI-a) es de tipo "clásica" y sus lados miden 45,5, 47,4, 46,5, y 45,7 m., y 29,45 m. su altura. Se atribuye a Hetepheres I, la madre de Jufu (Keops) (o a Merytetes, una esposa). La situada en el centro (GI-b) es de tipo "clásica" y sus lados miden 47,8, 49,4, 48,2, y 47,1 m., su altura es 30,62 m. Se atribuye a Merytetes (o a Hetepheres I). La situada más al sur (GI-c) es de tipo "clásica" y sus lados miden 45,5, 46,7, 46,8, y 45,2 m., siendo su altura 30,2 m. Se atribuye a Henutsen, una esposa de Jufu.

## La barca funeraria de Keops

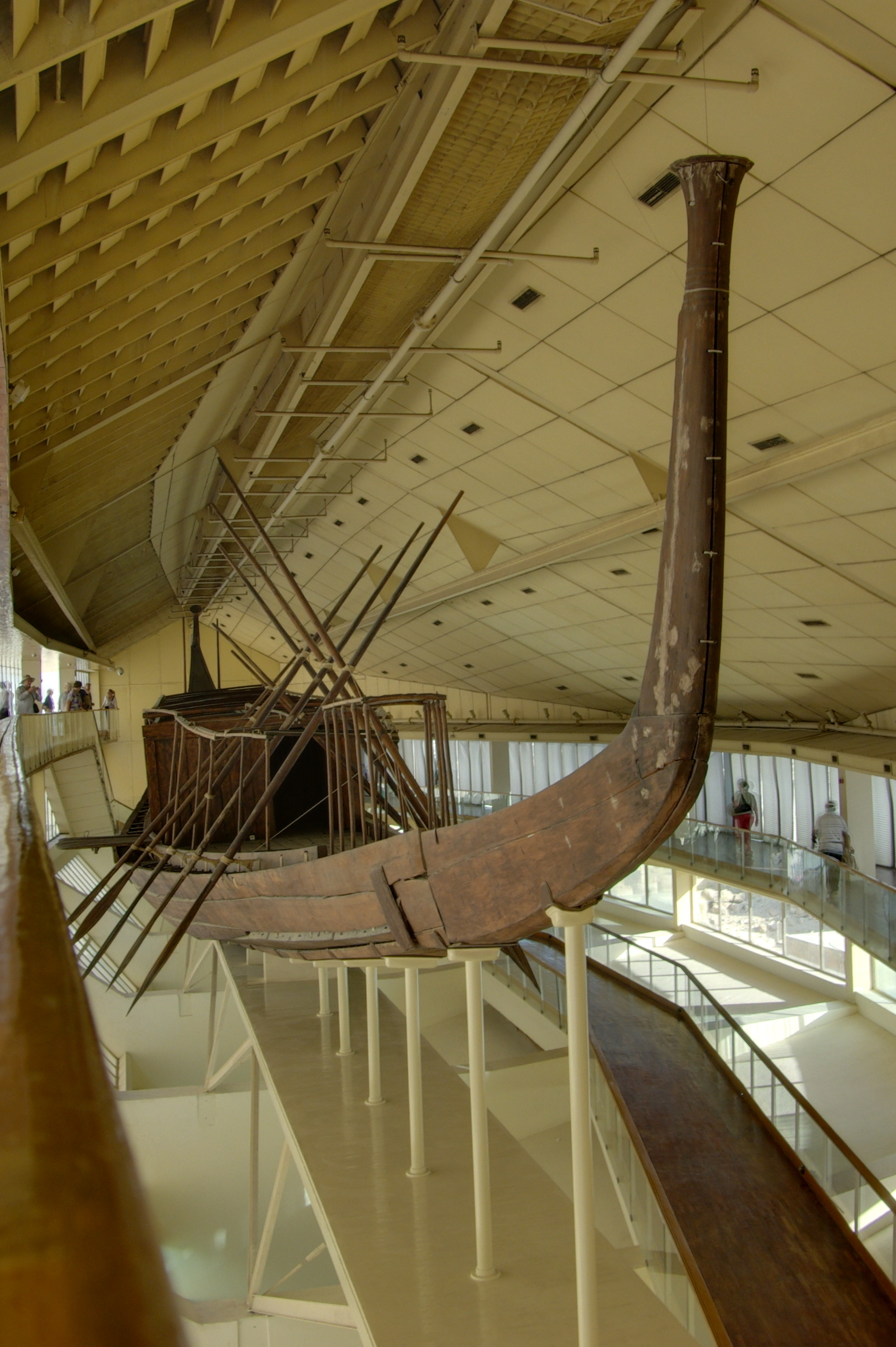
La barca funeraria de Keops

En 1954 se encontró, enterrada en un foso próximo al lado sur de la pirámide, una barca funeraria. Estaba desmontada y llevó catorce años reconstruirla. Se exhibe en una gran sala erigida sobre el foso. Esta barca formaba parte importante del ritual funerario, ya que sería la encargada de llevar a Jufu (Keops) en su viaje a través del más allá. Se tiene conocimiento de otra barca, pero por precaución y para evitar su deterioro no ha sido extraída todavía.

## Dimensiones de la Gran Pirámide
El egiptólogo británico William Matthew Flinders Petrie hizo el estudio más detallado realizado hasta 1984 acerca del monumento. En la actualidad se dan como válidas las siguientes dimensiones, fruto del trabajo de Mark Lehner y Jon Goodman en 1984:
- Altura original = 146,50 m
- Altura actual = 136,86 m
- Pendiente: 51º 50' 39"

La longitud de los lados de la base, según Mark Lehner, David Goodman y Glen Dash (AERA: The Great Pyramid’s Footprint: Results from Our Survey by Glen Dash (2015)) es:
- Lado N: 230,329 m
- Lado E: 230,334 m
- Lado S: 230,384 m
- Lado O: 230,407 m
- Media: 230,363 m

## Teorías sobre su construcción
La Gran pirámide se erige en el periodo de mayor apogeo del poder faraónico durante el Imperio Antiguo, y muestra la gran capacidad organizativa y el conocimiento adquirido por los artesanos y técnicos egipcios para erigir tales monumentos, aunque con medios aparentemente simples. Es el mejor exponente de todas las pirámides realizadas en Egipto, la culminación de un proceso de mejoramiento de técnicas constructivas que comenzó en la época de Dyeser y prosiguió en la de Seneferu.

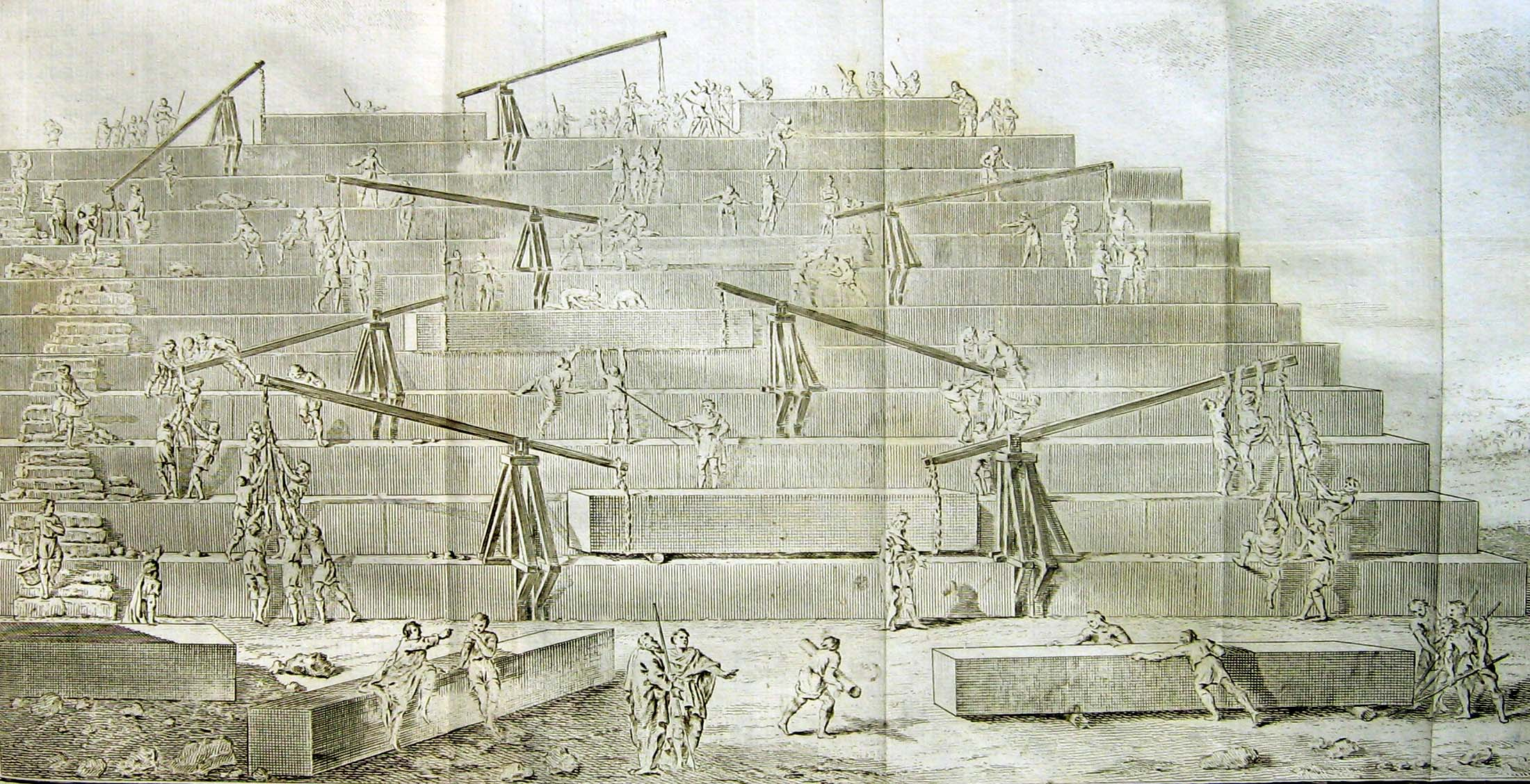
Interpretación de la construcción descrita por Heródoto. Según Antoine-Yves Goguet. 1820.

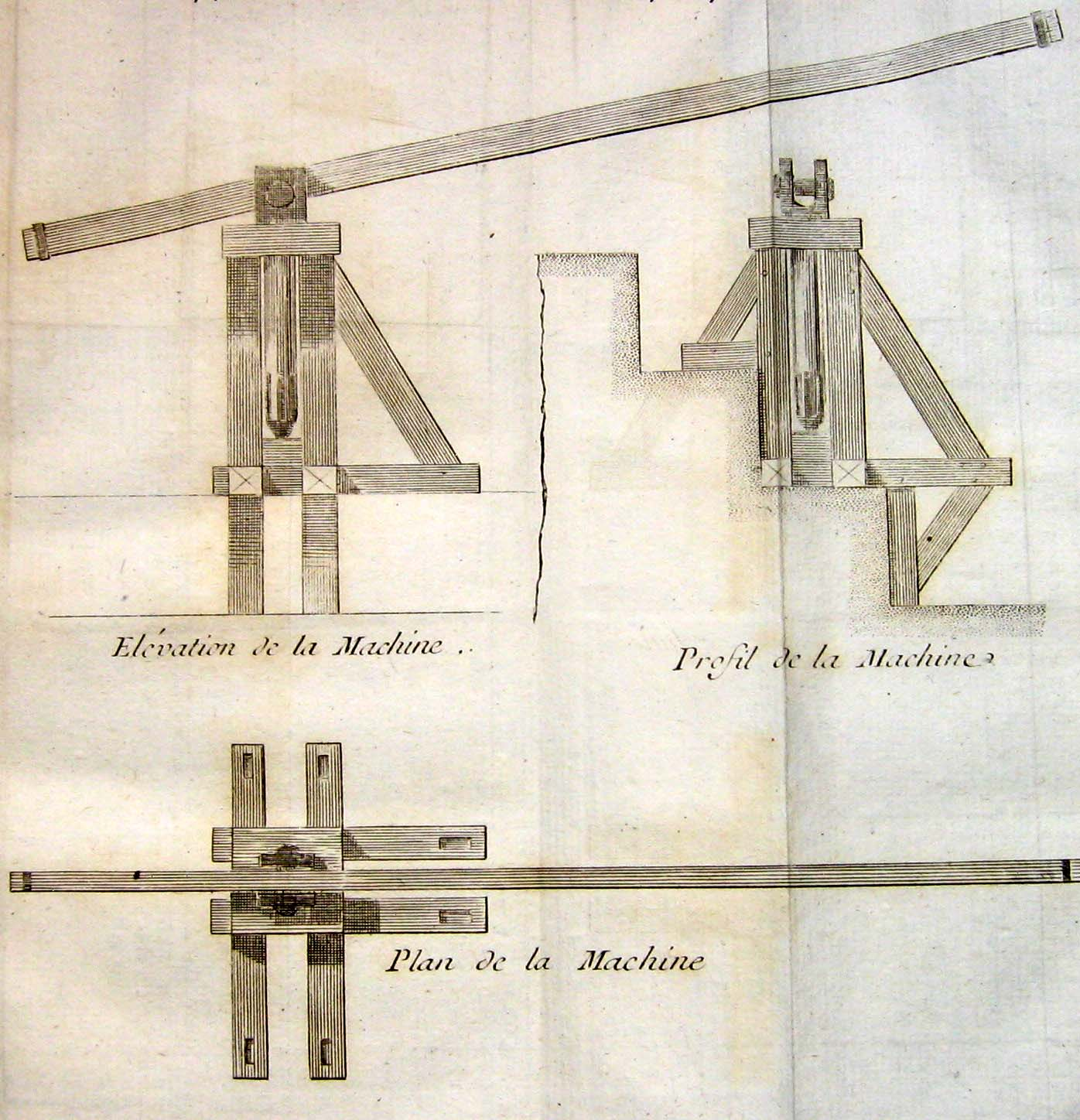
Interpretación de la maquinaria descrita por Heródoto. Antoine-Yves Goguet. 1820.

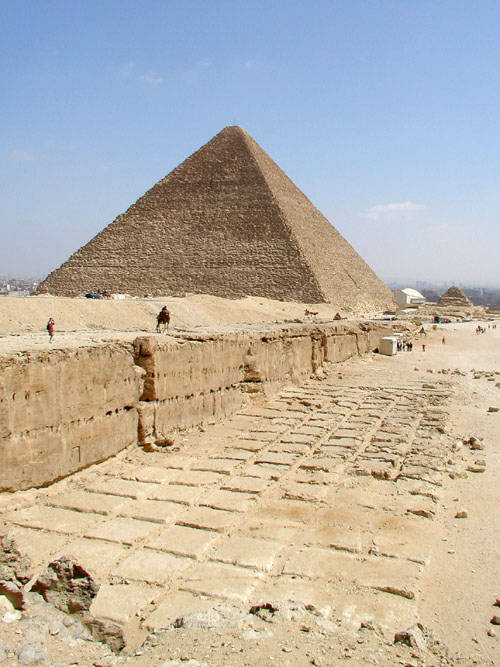
Canteras de la meseta de Guiza, con restos de extracción de bloques. Al fondo, la Gran Pirámide.

Existen diversas teorías que tratan de explicar cómo se construyeron las pirámides, pero no se sabe con certeza cómo se erigieron, al no haber perdurado ningún documento de la época describiéndolo. Posiblemente, puedan aportar datos significativos las excavaciones arqueológicas que se realizan en la meseta de Guiza en los restos del poblado de artesanos, del cementerio, los almacenes o las canteras.
El texto más antiguo que indica el modo de construirla proviene del historiador Heródoto, reflejando lo que le relataron los sacerdotes egipcios.
Heródoto, quien contempló la pirámide hacia el año 450 a. C., comentó que «su tiempo de construcción fue de veinte años», y que subían las piedras labradas, de grada en grada, mediante artefactos conformados de maderos cortos.

En cuanto a la pirámide, se gastaron en su construcción veinte años: es una fábrica cuadrada de ocho pletros de largo en cada uno de sus lados, y otros tantos de altura, de piedra labrada y ajustada perfectamente, y construida de piezas tan grandes, que ninguna baja de treinta pies.

La pirámide fue edificándose de modo que en ella quedasen unas gradas o poyos que algunos llaman escalas y otros altares.
Hecha así desde el principio la parte inferior, iban levantándose y subiendo las piedras, ya labradas, con cierta máquina formada de maderos cortos que, alzándolas desde el suelo, las ponía en el primer orden de gradas, desde el cual con otra máquina que en él tenían prevenida las subían al segundo orden, donde las cargaban sobre otra máquina semejante, prosiguiendo así en subirlas, pues parece que cuantos eran los órdenes de gradas, tantas eran en número las máquinas, o quizá no siendo más que una fácilmente transportable, la irían mudando de grada en grada, cada vez que la descargasen de la piedra; que bueno es dar de todo diversas explicaciones. Así es que la fachada empezó a pulirse por arriba, bajando después consecutivamente, de modo que la parte inferior, que estribaba en el mismo suelo, fue la postrera en recibir la última mano.

En la pirámide está notado con letras egipcias cuánto se gastó en rábanos, en cebollas y en ajos para el consumo de peones y oficiales; y me acuerdo muy bien que al leérmelo el intérprete me dijo que la cuenta ascendía a 4600 talentos de plata. Y si esto es así, ¿a cuánto diremos que subiría el gasto de herramientas para trabajar, y de víveres y vestidos para los obreros, y más teniendo en cuenta, no sólo el tiempo mencionado que gastaron en la fábrica de tales obras, sino también aquel, y a mi entender debió ser muy largo, que emplearían así en cortar la piedra como en abrir la excavación subterránea?
Heródoto de Halicarnaso. Libro II. Euterpe. Cap. CXXIV-CXXV.

Durante el siglo XIX proliferan las teorías de carácter «simbólico», pero con el paulatino avance de la arqueología y la egiptología, la mayoría han sido abandonadas, aunque algunas perduran transformadas en otras más acordes con las nuevas modas.
En el siglo XX surgen hipótesis como la del egiptólogo alemán Ludwig Borchardt, quien expuso en 1928 la teoría de utilización de grandes rampas, perpendiculares a la cara de la pirámide, como medio para construirla. A mediados del siglo XX, Goneim declaraba haber encontrado huellas de muros de contención de dichas rampas. Pero, otros estudiosos, como Dunham o Rösster, descartaron la teoría de las rampas, opinando que la propia pirámide sirvió de plataforma de trabajo, apoyando los relatos de los sacerdotes egipcios, transcritos por Heródoto.
El arquitecto francés Jean-Pierre Houdin expuso en abril de 2007 la teoría según la cual las piedras de la Gran Pirámide de Guiza fueron transportadas por una rampa exterior tradicional hasta una altura de 45 metros. Desde ahí los bloques eran subidos por otra rampa en espiral, montada en el interior de la propia pirámide. Según Houdin: «el túnel (sic) seguiría existiendo hoy en día. y esta hipótesis podría dar veracidad a las narraciones de Heródoto y Plinio el Viejo reflejando relatos de cámaras subterráneas de la pirámide (sic), siendo quizás la famosa Tumba-isla.»

Diez fueron, como digo, los años que se emplearon en la construcción de esa calzada (procesional) y de las cámaras subterráneas de la colina sobre la que se alzan las pirámides, cámaras que, para que le sirvieran de sepultura, Keops se hizo construir –conduciendo hasta allí un canal con agua procedente del Nilo– en una isla.
Heródoto, Historia, Libro II, 124.

El jefe del Consejo Superior de Antigüedades egipcio, Zahi Hawass, afirmó que sólo es una hipótesis más y que, por el momento, no concederá permiso de excavación en la Gran Pirámide.

### Excavaciones en la meseta de Guiza
Flinders Petrie, en sus campañas de excavaciones en Guiza, encontró restos de almacenes que fueron utilizados para guardar bienes de gran volumen y para realizar diversas labores artesanales. Saleh halló restos de una escombrera. En 1988, se encontraron restos de un asentamiento oficial, un complejo real de almacenamiento y producción, relacionado con la construcción de las pirámides de Guiza, que posee tres calles pavimentadas de unos cien metros y varias estructuras de gran tamaño (unos 35 m de anchura) que está siendo excavado por Mark Lehner.

## Testimonios históricos

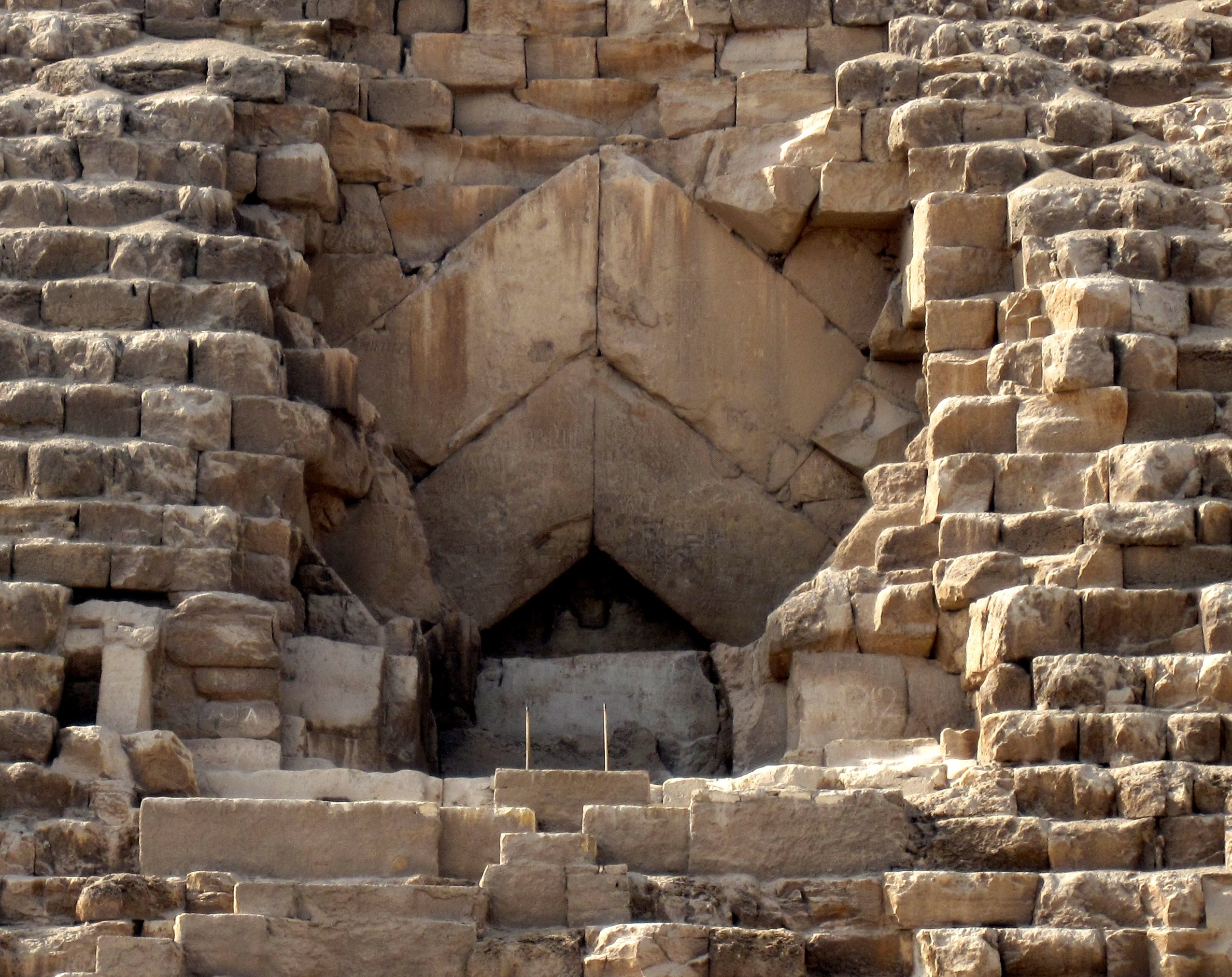
Detalle del lado norte de la pirámide de Keops, ubicada en la meseta de Giza, cerca de El Cairo, Egipto.

Por su antigüedad, magnitud y singular geometría, la Gran Pirámide de Guiza ha deslumbrado a muchos célebres visitantes. Estos son algunos de sus testimonios:
Bernardo de Breidenbach, en su libro Viajes de Breyndeback de 1484, creyó que eran los graneros construidos por el bíblico José.
Jean Palerme, hermano de Enrique III de Francia, en 1581 observó que el cofre (sarcófago), si se golpea, suena como una campana; y se llevó un trozo, posiblemente el de la esquina dañada.
John Greaves, 1638, profesor en Oxford, autor del primer trabajo científico sobre las pirámides, pensaba que había sido construida por Keops, como tumba. Athanasius Kircher, en 1666, fue el primero en creer que los obeliscos y pirámides tenían un significado místico y oculto. Gemelli Careri en 1693 sugirió que, además de tumba, la Gran Galería habría servido como observatorio astronómico previamente.
Paul Lucas, médico londinense, en 1714 propuso que la pirámide era un gran reloj solar que indicaba los solsticios. Thomas Shaw, en 1721, pensaba que era un templo de iniciación a los misterios de Osiris. Nathaniel Davison, 1763-65, descubrió la primera cámara de descarga, la que después llevaría su nombre.
Napoleón invadió Egipto en 1798. Deseó quedarse solo en la Cámara del Rey y cuando salió, conmocionado, al preguntársele, dijo que no tenía nada que comentar. Guardó siempre en secreto lo que ocurrió. Thomas Yeates, teólogo inglés, escribió en 1833 que la Gran Pirámide podría ser una copia de la Torre de Babel, erigida poco tiempo antes. M. Fialin de Persingny, en 1845 expuso que la finalidad de las pirámides era la de actuar como barrera de las arenas del desierto. Flinders Petrie, en su libro de 1883 Las Pirámides y Templos de Guiza, realizó una medición muy completa de las pirámides.

## La Gran Pirámide en la cultura popular moderna
La construcción de la gran pirámide y las supuestas relaciones métricas que presenta han sido objeto en los últimos tiempos de numerosas hipótesis, generalmente sin excesivo rigor científico. Una de las más conocidas —y esgrimidas por el mundo esotérico— es la asociación de la altura original de la pirámide como fracción de la distancia de la Tierra al Sol. Dicha construcción ha sido atribuida a extraterrestres, atlantes, egipcios anteriores a Keops o a otras culturas o civilizaciones desconocidas.
Dichas teorías han tenido repercusión en internet, en revistas, libros y en el mundo del cine, con películas como Stargate o 10 000 a. C., donde se atribuye la construcción a extraterrestres o a una civilización desconocida de hace 12 000 años, respectivamente.